# Michael Zochow
Michael Zochow (* 7. August 1954 in Prag; gebürtig Michal Zochovický; † 24. März 1992 in Berlin) war ein tschechisch-schweizerischer Schriftsteller, Dramaturg, Hörspielautor und Drehbuchautor.

## Leben und Wirken
Seine Mutter war Edita Weinbergerová, vorübergehend verheiratet mit einem sonst unbekannten Herrn Zochovický, beide jüdischer Herkunft, sein Vater war Ervin Munk. Der junge Michal Zochovický verbrachte die ersten 14 Jahre in Prag und emigrierte nach dem Ende des Prager Frühlings 1968 mit seiner Mutter Edita über Österreich in die Schweiz, wo er in Zürich lebte. Er besuchte das Literargymnasium Zürichberg der Kantonsschule Rämibühl und erlernte rasch die deutsche Sprache.
Noch vor dem Abitur 1974 verfasste er Märchen, Erzählungen, Gedichte und acht Theaterstücke. Von 1974 bis 1976 war er Lektor im C.J. Bucher Verlag, Luzern. Von 1975 bis 1978 arbeitete er als Journalist bei den Luzerner Neuesten Nachrichten und als Kulturredaktor der Schaffhauser Nachrichten mit eigener Seite.
1976 begann Zochovický ein Hochschulstudium in den Fächern Germanistik, Publizistik und Theaterwissenschaft, das er später in Berlin fortsetzte, aber nicht abschloss. 1979 erwarb er die Schweizerische Staatsbürgerschaft.
1979/1980 zog er nach Berlin-Schöneberg, wo er sich als freier Schriftsteller niederließ und bis zu seinem Tod als Kassenhilfskraft in den Berliner Kinos Broadway und Yorck beschäftigt war.
1981 heiratete er Radmila Klima und änderte seinen Namen in Michael Zochow. Als Dramaturg arbeitete er für Felix Prader, so für dessen Inszenierung von Liebelei am Schauspiel Köln 1984. 1986 stellte ihn Prader mit der Uraufführingsinszenierung von Die Reise zum Mond im Theater am Turm einer breiteren Öffentlichkeit vor.
In seinem Debütstück Sterns Stunden (1981) werden reale Szenen aus dem KZ Auschwitz vor überlebenden Juden in New York gespielt. Das dramatische Märchen Kambek, das 1987 im Staatstheater Stuttgart uraufgeführt wurde, spielt in einer archäologischen Ausgrabungsstätte in Syrien, wo Joseph Goebbels mit Tochter und Josef Mengele wieder auferstehen. Das Stück Traiskirchen spielt im Flüchtlingslager Traiskirchen in einem Auffanglager für tschechische Emigranten. 1991 wurde Zochow mit Traiskirchen zu den 16. Mülheimer Theatertagen eingeladen.
Mit Regisseur Urs Egger schrieb er 1986 das Drehbuch des Video-Films Motten im Licht und spielte selbst die Rolle des Friederich. Er verfasste elf Lieder für die Schauspielerin Ortrud Beginnen, welche sie mit anderen Texten von Zochow im ihm gewidmeten Programm Ich bin eine verführerische Frau in Stuttgart und auf Tournee während mehreren Jahren aufführte.
Verursacht durch AIDS erkrankte er an Thalassämie und litt ab 1991 alle drei bis vier Tage an sehr hohem Fieber, was er jedoch durch ein Medikament kaschieren konnte.

## Werke

### Theaterstücke
- Der Blumengarten (vor 1971)
- Wer hat den Längsten? (1974/75)
- Das Glockenspiel im schwarzen Palast (1974)
- Die Einweihung des öffentlichen Waisenhauses (1976)
- Eine Blutwurst für King Kong (1978)
- Schlag mich, peitsch mich, süsser Löwe (1978)
- Stück ohne Titel (1979)
- Liebe Spielen (1979/80)
- Die letzte Hoffnung (Libretto, 1976)
- Sterns Stunden (1984)
- Aus böhmischen Dörfern (1980er Jahre)
- Die Reise zum Mond (1986)
- Zwischen dem Kuss und Wiedersehen  (1987/88)
- Kambek (UA 1987)
- Ein Neger mit Gazelle (UA 1990)
- Traiskirchen (1988, UA 1990)
- Drei Sterne über dem Baldachin (UA 1991)
- Die Engel von Hollywood (Dramatisierung 1989/90)
- Im Schatten der Büsche (1991/92, Manuskript-Fragment)

### Hörspiele
- 1987: Hörspielfassung von Zwischen dem Kuss und Wiedersehen für Radio DRS, Regie Katja Früh, mit von Zochow gesprochenem Vorwort.
- 1987: Hörspielfassung von Drei Sterne über dem Baldachin für Radio DRS, Regie Katja Früh

### Erzählungen
- Frühe Erzählungen (1971–1974)
- Märchen (1972)
- Kurzerzählungen (1974–1975)
- Vier Erzählungen(1985–1988)

### Gedichte
- Dreizehn Gedichte (vor 1975)
- Frühe Gedichte (1973)
- Nächtliche Beleuchtung (1971–1973)
- Mit den Höschen (1974/75)
- Lieder u. Gedichte aus Die Engel von Hollywood (1991)
- Elf Lieder (1991)

## Auszeichnungen
- 1988: Stipendium der Berliner Theaterautoren-Werkstatt
- 1990: Gerhart-Hauptmann-Preis für seinen Einakter Traiskirchen
- 1991: Welti-Preis der Stadt Bern für Drei Sterne über dem Baldachin